# Bellvís
Bellvís ist eine katalanische Gemeinde (municipio) mit 2.269 Einwohnern (Stand: 2024) in der Provinz Lleida im Nordosten Spaniens. Sie gehört zur Comarca Pla d’Urgell. Neben dem Hauptort Bellvís besteht die Gemeinde aus den Ortschaften els Arcs, Gaten und Satareig sowie weiteren Weilern.

## Geographische Lage
Bellvís liegt etwa 16 Kilometer ostnordöstlich von Lleida in einer Höhe von ca. 205 m.

## Bevölkerungsentwicklung
| 1900 | 1930 | 1950 | 1970 | 1981 | 1991 | 2001 | 2011 | 2021 |
| ---- | ---- | ---- | ---- | ---- | ---- | ---- | ---- | ---- |
| 2714 | 2737 | 2752 | 2543 | 2403 | 2254 | 2146 | 2404 | 2258 |

## Sehenswürdigkeiten

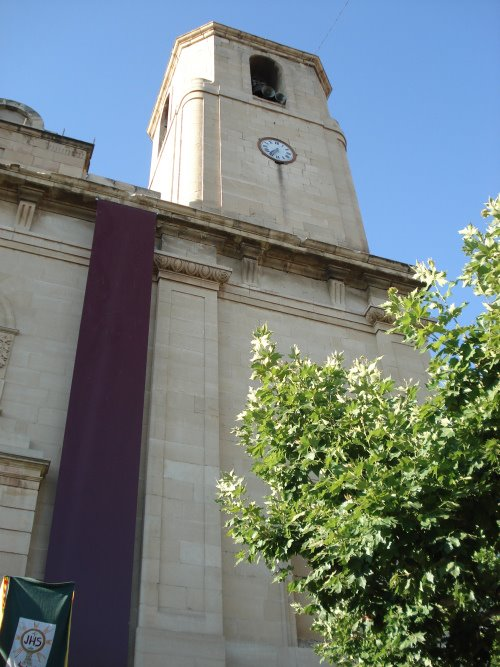
Kirche Mariä Himmelfahrt
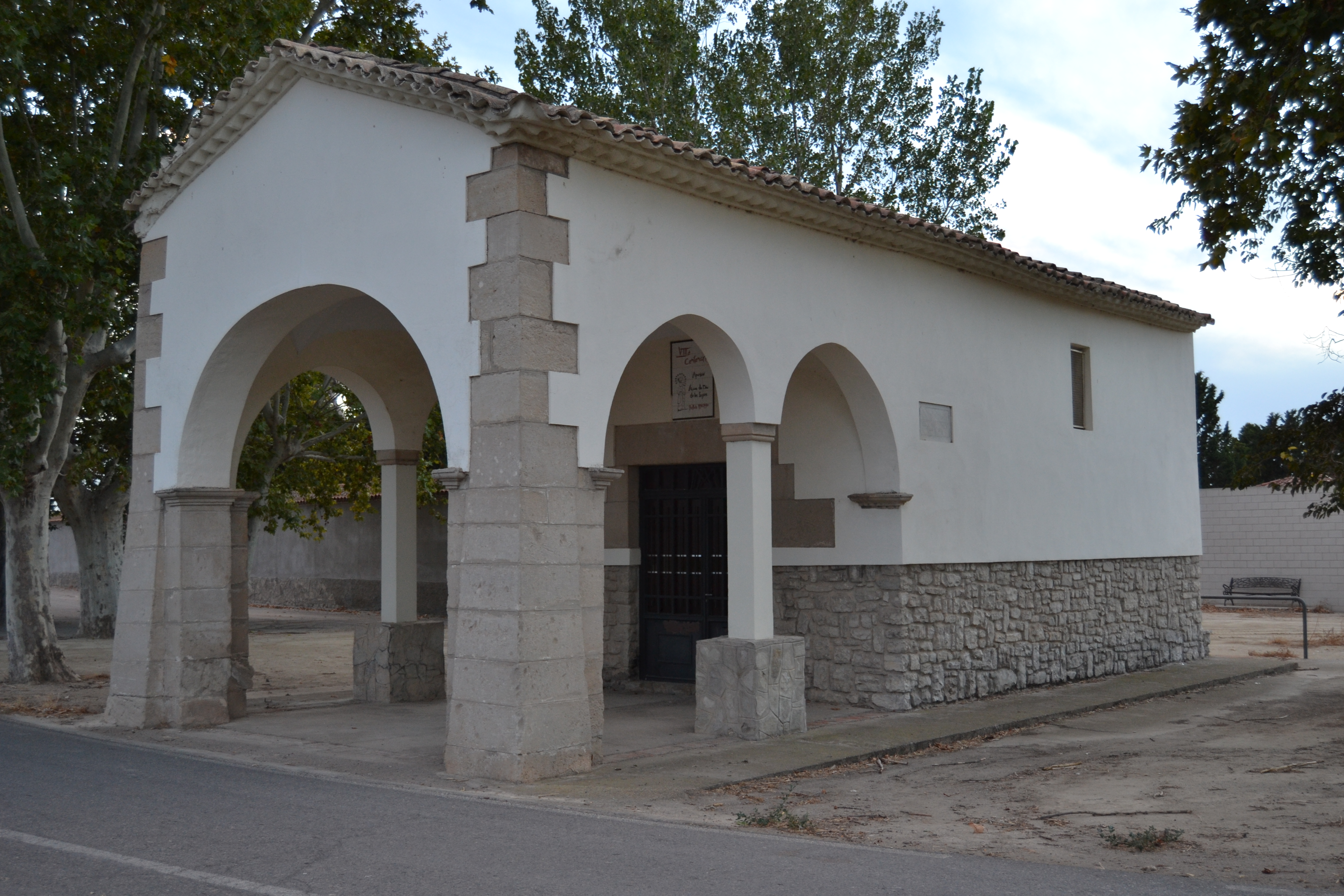
Marienkapelle
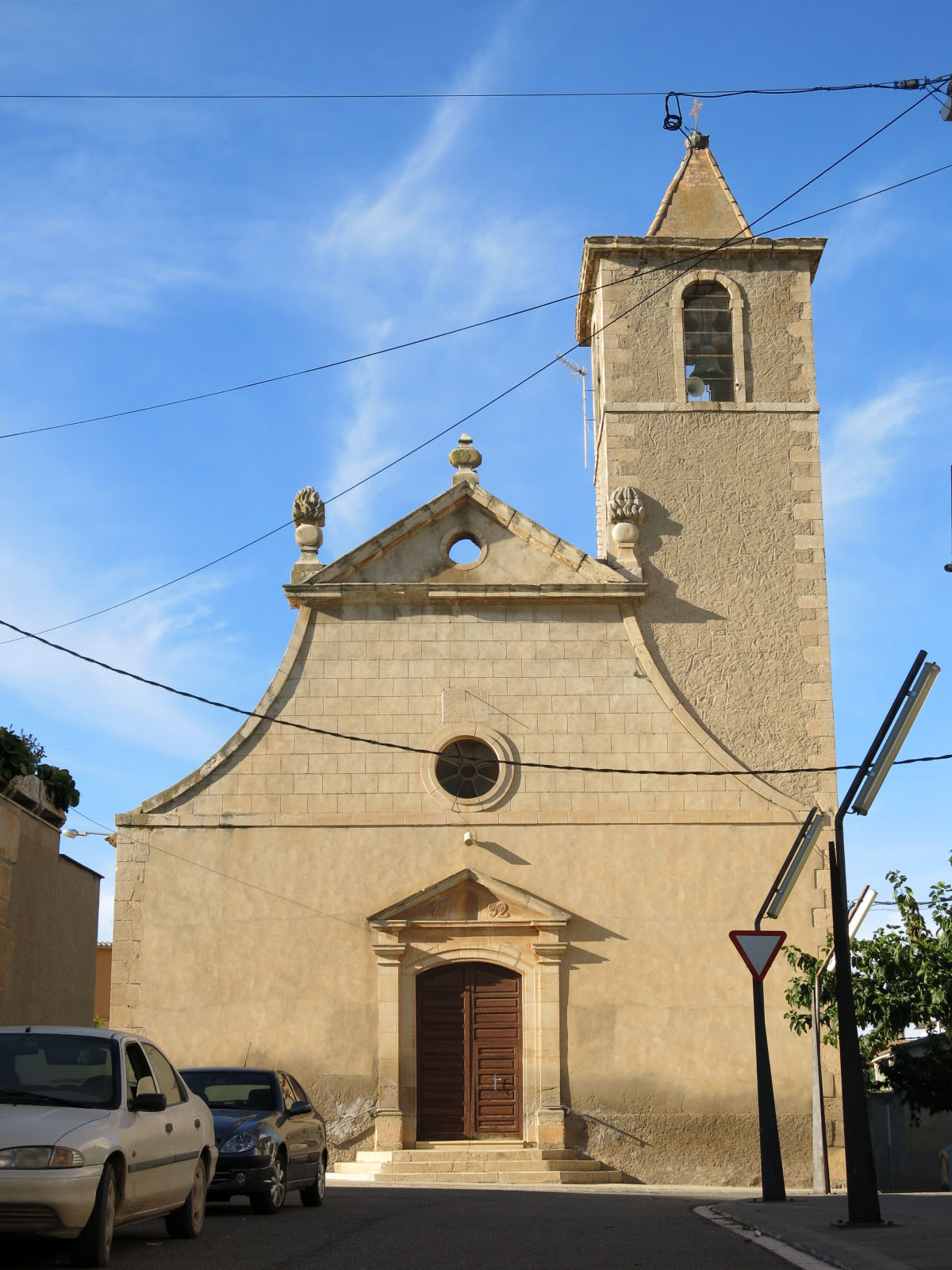
Antoniuskapelle
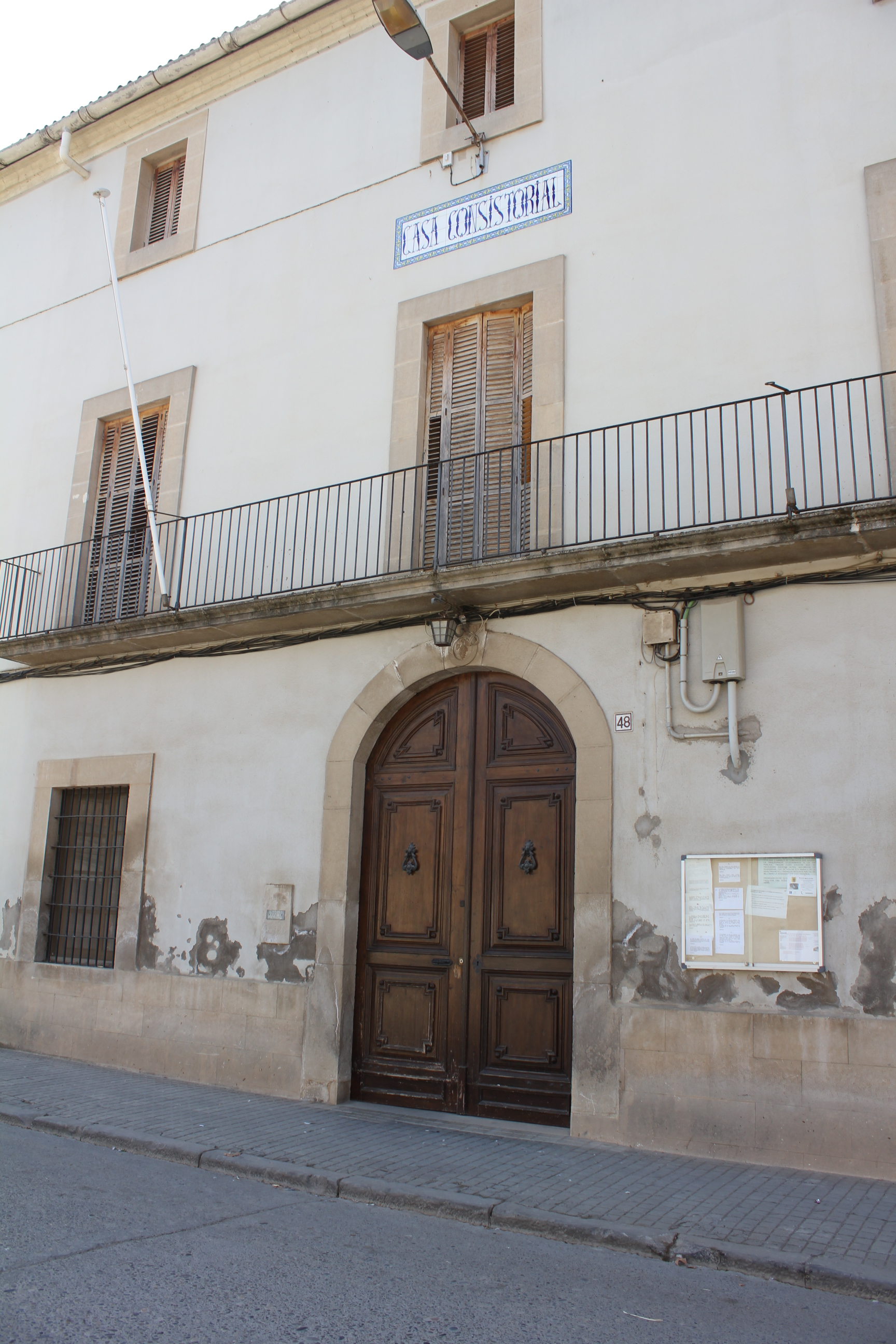
Rathaus

- Marienkapelle in Les Sogues
- Antoniuskapelle in els Arcs

- Kirche Mariä Himmelfahrt
- Marienkapelle
- Antoniuskapelle
- Rathaus